# قصر أسا
قصر أسا هو قصرٌ (قريةٌ محصنة) في المغرب، يقعُ في منطقة جهة كلميم واد نون.